# Messier 56
A Messier 56 (más néven M56 vagy NGC 6779) egy gömbhalmaz a Lyra (magyarul Lant) csillagképben.

## Felfedezése
Az M56 gömbhalmazt Charles Messier francia csillagász 1779. január 23-án fedezte fel, majd katalogizálta. A halmazt először William Herschel-nek sikerült csillagokra bontani, 1784. körül.

## Tudományos adatok
Az M56-ban kevés, nagyjából egy tucatnyi változócsillagot ismerünk. A halmaz gyorsan, 145 km/s sebességgel közeledik felénk.

## Megfigyelési lehetőség
Az M56 a β Cygni (Albireo) és a γ Lyrae csillagok között nagyjából félúton található. Egyike a leghalványabb Messier-objektumoknak, ráadásul a legtöbb gömbhalmazra jellemző fényes magja is hiányzik.